# コノミアキラ
コノミアキラは、日本のコスプレイヤー、歌手、声優、実業家。ベンチャー企業「テンペストハイウインド(THW)」CCO。北海道小樽市出身。
コスプレ界の草分け的な存在として、コスプレパフォーマンスTV、雑誌などの多数のメディアや、国内外のコスプレイベントに出演している。

## 人物
活動名の「コノミアキラ」は、漫画「AKIRA」から由来。

## 略歴
コスプレ界のオリンピックである『世界コスプレサミット』では愛華しぐまとともに、2007年・2010年と日本代表になっている。
「NARUTO」のうずまきナルトのコスプレで注目されたことをきっかけに、国内外のゲーム、アニメの公式プロモーションや衣装協力、各種コスプレイベント及び、テレビなどのメディアにも多数出演するようになった。
2012年、日中友好40周年のイベントで、きゃりーぱみゅぱみゅやAKB48と共にジャパンポップカルチャー代表としてゲスト出演。
2013年、『イナズマイレブンGOギャラクシー』で声優デビュー（ナパ・ラダーム役）。公式ゲーム・アニメのCVも担当する。もともとは一介のファンであったコスプレーヤーから、原作の企画へ参加するという非常に稀な例となった。

2018年、「俺の考えた最強の俺を作る」をスローガンとしたベンチャー企業「株式会社テンペストハイウインド(株式会社　TempestHighWind、THW)」を立ち上げ、CCOに就任。コスプレを中心としてみんなが楽しめることを念頭に、国内外問わず事業を手掛けている。なお、THWのメンバーとして、おネエタレントの如月音流も役員として参加している。
2020年、地方創生をテーマにしたビジネスコンテスト「ジャパンチャレンジャープロジェクト」にファイナリストとして登壇。コスプレを活用した、競争ではなく共創を目指したビジネスプランを述べて、見事グランプリを手にした。

## 出演
- レベルファイブ『イナズマイレブンGO ギャラクシー』ゲーム・アニメ声優ナパ・ラダーム役
- 24時間イナズマTVレベルファイブファン感謝特番
- T.M.Revolution『HOTLIMIT』MV
- HONDA『HONDA発電機50周年』記念CM
- PsycholeCemu『未来少年×未来少女』MV はるな愛幼少期役
- NIKON『IAMNIKON』プロモーションムービーモデル映画
- ソラトニワラジオ『OtAPoPwoRLdZ』メインパーソナリティー
- カドカワゲーム番組『バカタール加藤と217のゲーム定食』

## 役職等
- サウジアニメエキスポ　特別審査員
- エジプト『EGYcon エジコン』ゲスト
- インドバンガロール『コミコン』ゲスト
- アブダビ『ゲームコン』ゲストコスプレ親善大使
- インド『ゲーミングショウ』特別審査員コスプレセミナー講師
- インドIIT大学特別文化講師
- 日中友好40周年親善大使
- 2018年株式会社TempestHighWind,INCCCO